# Campionat del món de ciclisme en ruta masculí
El Campionat del món de ciclisme en ruta masculí (en anglès: UCI Road World Championship) és una competició internacional de ciclisme, creat l'any 1927. De caràcter anual, està organitzada per la Unió Ciclista Internacional. La prova acostuma a desenvolupar-se al final de la temporada ciclista ordinària i cada any es disputa en una localitat diferent. Forma part de les competicions que formen part Campionats del món de ciclisme en ruta.
És realitza en un circuit, i excepcionalment, per l'equip nacional (els ciclistes durant la resta de l'any participen sota el seu equip de marca). El guanyador de la prova obté el mallot irisat que ostenta durant l'any següent al campionat en totes les competicions en què pren part.
El país que ha guanyat més vegades la prova és Bèlgica amb vint-i-sis campionats, seguit d'Itàlia amb dinou. Cinc ciclistes tenen el rècord absolut de victòries amb tres: l'italià Alfredo Binda (1927, 1930 i 1931), els belgues Rik Van Steenbergen (1949, 1956 i 1957) i Eddy Merckx (1967, 1971, 1974), l'espanyol Óscar Freire (1999, 2001, 2004) i l'eslovac Peter Sagan (2015, 2016, 2017), l'únic que ho ha aconseguit de forma consecutiva.

## Historial
| Campionats                                                               | Or                         | Plata                          | Bronze                         |
| 1927 Nürburgring                                                         | Alfredo Binda (ITA)        | Costante Girardengo (ITA)      | Domenico Piemontesi (ITA)      |
| 1928 Budapest                                                            | Georges Ronsse (BEL)       | Herbert Nebe (GER)             | Bruno Wolke (GER)              |
| 1929 Zuric                                                               | Georges Ronsse (BEL)       | Nicolas Frantz (LUX)           | Alfredo Binda (ITA)            |
| 1930 Lieja                                                               | Alfredo Binda (ITA)        | Learco Guerra (ITA)            | Georges Ronsse (BEL)           |
| 1931 Copenhaguen                                                         | Learco Guerra (ITA)        | Ferdinand Le Drogo (FRA)       | Albert Büchi (SUI)             |
| 1932 Roma                                                                | Alfredo Binda (ITA)        | Remo Bertoni (ITA)             | Nicolas Frantz (LUX)           |
| 1933 Montlhéry                                                           | Georges Speicher (FRA)     | Antonin Magne (FRA)            | Marinus Valentijn (NED)        |
| 1934 Leipzig                                                             | Karel Kaers (BEL)          | Learco Guerra (ITA)            | Gustave Danneels (BEL)         |
| 1935 Floreffe                                                            | Jean Aerts (BEL)           | Luciano Montero (ESP)          | Gustave Danneels (BEL)         |
| 1936 Berna                                                               | Antonin Magne (FRA)        | Aldo Bini (ITA)                | Theo Middelkamp (NED)          |
| 1937 Copenhagen                                                          | Eloi Meulenberg (BEL)      | Emil Kijewski (GER)            | Paul Egli (SUI)                |
| 1938 Valkenburg                                                          | Marcel Kint (BEL)          | Paul Egli (SUI)                | Leo Amberg (SUI)               |
| no es disputà entre 1939 i 1945 per l'esclat de la Segona Guerra Mundial |                            |                                |                                |
| 1946 Zuric                                                               | Hans Knecht (SUI)          | Marcel Kint (BEL)              | Rik Van Steenbergen (BEL)      |
| 1947 Reims                                                               | Theo Middelkamp (NED)      | Albert Sercu (BEL)             | Sjef Janssen (NED)             |
| 1948 Valkenburg                                                          | Briek Schotte (BEL)        | Apo Lazaridès (FRA)            | Lucien Teisseire (FRA)         |
| 1949 Copenhaguen                                                         | Rik Van Steenbergen (BEL)  | Ferdi Kübler (SUI)             | Fausto Coppi (ITA)             |
| 1950 Moorslede                                                           | Briek Schotte (BEL)        | Theo Middelkamp (NED)          | Ferdi Kübler (SUI)             |
| 1951 Varese                                                              | Ferdi Kübler (SUI)         | Fiorenzo Magni (ITA)           | Antonio Bevilacqua (ITA)       |
| 1952 Luxemburg                                                           | Heinz Müller (RFA)         | Gottfried Weilenmann (SUI)     | Ludwig Hormann (RFA)           |
| 1953 Lugano                                                              | Fausto Coppi (ITA)         | Germain Derycke (BEL)          | Stan Ockers (BEL)              |
| 1954 Solingen                                                            | Louison Bobet (FRA)        | Fritz Schaer (SUI)             | Charly Gaul (LUX)              |
| 1955 Frascati                                                            | Stan Ockers (BEL)          | Jean-Pierre Schmitz (LUX)      | Germain Derycke (BEL)          |
| 1956 Copenhaguen                                                         | Rik Van Steenbergen (BEL)  | Rik van Looy (BEL)             | Gerrit Schulte (NED)           |
| 1957 Waregem                                                             | Rik Van Steenbergen (BEL)  | Louison Bobet (FRA)            | André Darrigade (FRA)          |
| 1958 Reims                                                               | Ercole Baldini (ITA)       | Louison Bobet (FRA)            | André Darrigade (FRA)          |
| 1959 Zandvoort                                                           | André Darrigade (FRA)      | Michele Gismondi (ITA)         | Noël Foré (BEL)                |
| 1960 Karl-Marx-Stadt                                                     | Rik van Looy (BEL)         | André Darrigade (FRA)          | Pino Cerami (BEL)              |
| 1961 Berna                                                               | Rik van Looy (BEL)         | Nino Defilippis (ITA)          | Raymond Poulidor (FRA)         |
| 1962 Salò di Garda                                                       | Jean Stablinski (FRA)      | Seamus Elliott (IRL)           | Jos Hoevenaers (BEL)           |
| 1963 Ronse                                                               | Benoni Beheyt (BEL)        | Rik van Looy (BEL)             | Jo de Haan (NED)               |
| 1964 Sallanches                                                          | Jan Janssen (NED)          | Vittorio Adorni (ITA)          | Raymond Poulidor (FRA)         |
| 1965 Donostia                                                            | Tom Simpson (GBR)          | Rudi Altig (RFA)               | Roger Swerts (BEL)             |
| 1966 Nürburgring                                                         | Rudi Altig (RFA)           | Jacques Anquetil (FRA)         | Raymond Poulidor (FRA)         |
| 1967 Heerlen                                                             | Eddy Merckx (BEL)          | Jan Janssen (NED)              | Ramón Sáez (ESP)               |
| 1968 Imola                                                               | Vittorio Adorni (ITA)      | Herman van Springel (BEL)      | Michele Dancelli (ITA)         |
| 1969 Zolder                                                              | Harm Ottenbros (NED)       | Julien Stevens (BEL)           | Michele Dancelli (ITA)         |
| 1970 Leicester                                                           | Jean-Pierre Monseré (BEL)  | Leif Mortensen (DEN)           | Felice Gimondi (ITA)           |
| 1971 Mendrisio                                                           | Eddy Merckx (BEL)          | Felice Gimondi (ITA)           | Cyrille Guimard (FRA)          |
| 1972 Gap                                                                 | Marino Basso (ITA)         | Franco Bitossi (ITA)           | Cyrille Guimard (FRA)          |
| 1973 Barcelona                                                           | Felice Gimondi (ITA)       | Freddy Maertens (BEL)          | Luis Ocaña (ESP)               |
| 1974 Mont-real                                                           | Eddy Merckx (BEL)          | Raymond Poulidor (FRA)         | Mariano Martínez (FRA)         |
| 1975 Yvoir                                                               | Hennie Kuiper (NED)        | Roger de Vlaeminck (BEL)       | Jean-Pierre Danguillaume (FRA) |
| 1976 Ostuni                                                              | Freddy Maertens (BEL)      | Francesco Moser (ITA)          | Tino Conti (ITA)               |
| 1977 San Cristóbal                                                       | Francesco Moser (ITA)      | Dietrich Thurau (RFA)          | Franco Bitossi (ITA)           |
| 1978 Nürburgring                                                         | Gerrie Knetemann (NED)     | Francesco Moser (ITA)          | Jorgen Marcussen (DEN)         |
| 1979 Valkenburg                                                          | Jan Raas (NED)             | Dietrich Thurau (RFA)          | Jean-René Bernaudeau (FRA)     |
| 1980 Sallanches                                                          | Bernard Hinault (FRA)      | Gianbattista Baronchelli (ITA) | Juan Fernández (ESP)           |
| 1981 Brno                                                                | Freddy Maertens (BEL)      | Giuseppe Saronni (ITA)         | Bernard Hinault (FRA)          |
| 1982 Goodwood                                                            | Giuseppe Saronni (ITA)     | Greg LeMond (USA)              | Sean Kelly (IRL)               |
| 1983 Altenrhein                                                          | Greg LeMond (USA)          | Adri van der Poel (NED)        | Stephen Roche (IRL)            |
| 1984 Barcelona                                                           | Claude Criquielion (BEL)   | Claudio Corti (ITA)            | Steve Bauer (CAN)              |
| 1985 Giavera del Montello                                                | Joop Zoetemelk (NED)       | Greg LeMond (USA)              | Moreno Argentin (ITA)          |
| 1986 Colorado Springs                                                    | Moreno Argentin (ITA)      | Charly Mottet (FRA)            | Giuseppe Saronni (ITA)         |
| 1987 Villach                                                             | Stephen Roche (IRL)        | Moreno Argentin (ITA)          | Juan Fernández (ESP)           |
| 1988 Ronse                                                               | Maurizio Fondriest (ITA)   | Martial Gayant (FRA)           | Juan Fernández (ESP)           |
| 1989 Chambéry                                                            | Greg LeMond (USA)          | Dmitri Kónixev (URS)           | Sean Kelly (IRL)               |
| 1990 Utsunomiya                                                          | Rudy Dhaenens (BEL)        | Dirk De Wolf (BEL)             | Gianni Bugno (ITA)             |
| 1991 Stuttgart                                                           | Gianni Bugno (ITA)         | Steven Rooks (NED)             | Miguel Induráin (ESP)          |
| 1992 Benidorm                                                            | Gianni Bugno (ITA)         | Laurent Jalabert (FRA)         | Dmitri Kónixev (RUS)           |
| 1993 Oslo                                                                | Lance Armstrong (USA)      | Miguel Indurain (ESP)          | Olaf Ludwig (GER)              |
| 1994 Agrigento                                                           | Luc Leblanc (FRA)          | Claudio Chiappucci (ITA)       | Richard Virenque (FRA)         |
| 1995 Duitama                                                             | Abraham Olano (ESP)        | Miguel Induráin (ESP)          | Marco Pantani (ITA)            |
| 1996 Lugano                                                              | Johan Museeuw (BEL)        | Mauro Gianetti (SUI)           | Michele Bartoli (ITA)          |
| 1997 Donostia                                                            | Laurent Brochard (FRA)     | Rolf Sørensen (DEN)            | Léon van Bon (NED)             |
| 1998 Valkenburg                                                          | Oscar Camenzind (SUI)      | Peter Van Petegem (BEL)        | Michele Bartoli (ITA)          |
| 1999 Verona                                                              | Óscar Freire (ESP)         | Markus Zberg (SUI)             | Jean-Cyril Robin (FRA)         |
| 2000 Plouay                                                              | Romāns Vainšteins (LAT)    | Zbigniew Spruch (POL)          | Óscar Freire (ESP)             |
| 2001 Lisboa                                                              | Óscar Freire (ESP)         | Paolo Bettini (ITA)            | Andrej Hauptman (SVN)          |
| 2002 Zolder/Hasselt                                                      | Mario Cipollini (ITA)      | Robbie McEwen (AUS)            | Erik Zabel (GER)               |
| 2003 Hamilton                                                            | Igor Astarloa (ESP)        | Alejandro Valverde (ESP)       | Peter Van Petegem (BEL)        |
| 2004 Verona                                                              | Óscar Freire (ESP)         | Erik Zabel (GER)               | Luca Paolini (ITA)             |
| 2005 Madrid                                                              | Tom Boonen (BEL)           | Alejandro Valverde (ESP)       | Anthony Geslin (FRA)           |
| 2006 Salzburg                                                            | Paolo Bettini (ITA)        | Erik Zabel (GER)               | Alejandro Valverde (ESP)       |
| 2007 Stuttgart                                                           | Paolo Bettini (ITA)        | Aleksandr Kólobnev (RUS)       | Stefan Schumacher (GER)        |
| 2008 Varese                                                              | Alessandro Ballan (ITA)    | Damiano Cunego (ITA)           | Matti Breschel (DEN)           |
| 2009 Mendrisio                                                           | Cadel Evans (AUS)          | Aleksandr Kólobnev (RUS)       | Joaquim Rodríguez (CAT)        |
| 2010 Geelong                                                             | Thor Hushovd (NOR)         | Matti Breschel (DEN)           | Allan Davis (AUS)              |
| 2011 Copenhaguen                                                         | Mark Cavendish (GBR)       | Matthew Goss (AUS)             | André Greipel (GER)            |
| 2012 Valkenburg                                                          | Philippe Gilbert (BEL)     | Edvald Boasson Hagen (NOR)     | Alejandro Valverde (ESP)       |
| 2013 Florència                                                           | Rui Costa (POR)            | Joaquim Rodríguez (CAT)        | Alejandro Valverde (ESP)       |
| 2014 Ponferrada                                                          | Michał Kwiatkowski (POL)   | Simon Gerrans (AUS)            | Alejandro Valverde (ESP)       |
| 2015 Richmond                                                            | Peter Sagan (SVK)          | Michael Matthews (AUS)         | Ramūnas Navardauskas (LTU)     |
| 2016 Doha                                                                | Peter Sagan (SVK)          | Mark Cavendish (GBR)           | Tom Boonen (BEL)               |
| 2017 Bergen                                                              | Peter Sagan (SVK)          | Alexander Kristoff (NOR)       | Michael Matthews (AUS)         |
| 2018 Innsbruck                                                           | Alejandro Valverde (ESP)   | Romain Bardet (FRA)            | Michael Woods (CAN)            |
| 2019 Yorkshire                                                           | Mads Pedersen (DEN)        | Matteo Trentin (ITA)           | Stefan Küng (SUI)              |
| 2020 Imola                                                               | Julian Alaphilippe (FRA)   | Wout van Aert (BEL)            | Marc Hirschi (SUI)             |
| 2021 Lovaina                                                             | Julian Alaphilippe (FRA)   | Dylan van Baarle (NED)         | Michael Valgren (DEN)          |
| 2022 Wollongong                                                          | Remco Evenepoel (BEL)      | Christophe Laporte (FRA)       | Michael Matthews (AUS)         |
| 2023 Glasgow                                                             | Mathieu van der Poel (NED) | Wout van Aert (BEL)            | Tadej Pogačar (SLO)            |
| 2024 Zúric                                                               | Tadej Pogačar (SLO)        | Ben O'Connor (AUS)             | Mathieu van der Poel (NED)     |
| 2025 Kigali                                                              |                            |                                |                                |

## Vencedors múltiples
| Títols | Ciclista                  | Anys             | Lloc                          |
| ------ | ------------------------- | ---------------- | ----------------------------- |
| 3      | Alfredo Binda (ITA)       | 1927, 1930, 1932 | Nürburgring, Lieja, Roma      |
| 3      | Rik Van Steenbergen (BEL) | 1949, 1956, 1957 | Copenhaguen (2x), Waregem     |
| 3      | Eddy Merckx (BEL)         | 1967, 1971, 1974 | Heerlen, Mendrisio, Mont-real |
| 3      | Óscar Freire (ESP)        | 1999, 2001, 2004 | Verona, Lisboa, Verona        |
| 3      | Peter Sagan (SVK)         | 2015, 2016, 2017 | Richmond, Doha, Bergen        |
| 2      | Georges Ronsse (BEL)      | 1928, 1929       | Budapest, Zúric               |
| 2      | Albéric Schotte (BEL)     | 1948, 1950       | Valkenburg, Moorslede         |
| 2      | Rik Van Looy (BEL)        | 1960, 1961       | Karl-Marx-Stadt, Berna        |
| 2      | Freddy Maertens (BEL)     | 1976, 1981       | Ostuni, Brno                  |
| 2      | Greg LeMond (USA)         | 1983, 1989       | Altenrhein, Chambéry          |
| 2      | Gianni Bugno (ITA)        | 1991, 1992       | Stuttgart, Benidorm           |
| 2      | Paolo Bettini (ITA)       | 2006, 2007       | Salzburg, Stuttgart           |
| 2      | Julian Alaphilippe (FRA)  | 2020, 2021       | Imola, Lovaina                |

## Medaller

### Medaller per país
| Posició | País          | Or | Plata | Bronze | Total |
| 1       | Bèlgica       | 27 | 13    | 12     | 52    |
| 2       | Itàlia        | 19 | 21    | 16     | 56    |
| 3       | França        | 10 | 13    | 15     | 38    |
| 4       | Països Baixos | 8  | 5     | 7      | 20    |
| 5       | Espanya       | 6  | 6     | 12     | 24    |
| 6       | Suïssa        | 3  | 6     | 6      | 15    |
| 7       | Estats Units  | 3  | 2     | 0      | 5     |
| 8       | Eslovàquia    | 3  | 0     | 0      | 3     |
| 9       | Alemanya      | 2  | 7     | 6      | 15    |
| 10      | Regne Unit    | 2  | 1     | 0      | 3     |
| 11      | Austràlia     | 1  | 5     | 3      | 9     |
| 12      | Dinamarca     | 1  | 3     | 3      | 7     |
| 13      | Noruega       | 1  | 2     | 0      | 3     |
| 14      | Irlanda       | 1  | 1     | 3      | 5     |
| 15      | Polònia       | 1  | 1     | 0      | 2     |
| 16      | Eslovènia     | 1  | 0     | 2      | 3     |
| 17      | Letònia       | 1  | 0     | 0      | 1     |
|         | Portugal      | 1  | 0     | 0      | 1     |
| 19      | Rússia        | 0  | 3     | 1      | 4     |
| 20      | Luxemburg     | 0  | 2     | 2      | 4     |
| 21      | Canadà        | 0  | 0     | 2      | 2     |
| 22      | Lituània      | 0  | 0     | 1      | 1     |
|         | Total         | 91 | 91    | 91     | 273   |

### Medaller per corredor
| Posició | País                | Or | Plata | Bronze | Total |
| 1       | Alfredo Binda       | 3  | 0     | 1      | 4     |
| 1       | Óscar Freire        | 3  | 0     | 1      | 4     |
| 1       | Rik Van Steenbergen | 3  | 0     | 1      | 4     |
| 4       | Eddy Merckx         | 3  | 0     | 0      | 3     |
| 4       | Peter Sagan         | 3  | 0     | 0      | 3     |
| 6       | Greg LeMond         | 2  | 2     | 0      | 4     |
| 6       | Rik Van Looy        | 2  | 2     | 0      | 4     |
| 8       | Freddy Maertens     | 2  | 1     | 0      | 3     |
| 8       | Paolo Bettini       | 2  | 1     | 0      | 3     |
| 10      | Georges Ronsse      | 2  | 0     | 1      | 3     |
| 10      | Gianni Bugno        | 2  | 0     | 1      | 3     |
| 12      | Albéric Schotte     | 2  | 0     | 0      | 2     |
| 12      | Julian Alaphilippe  | 2  | 0     | 0      | 2     |
| 14      | Alejandro Valverde  | 1  | 2     | 4      | 7     |
| 15      | Francesco Moser     | 1  | 2     | 0      | 3     |
| 15      | Learco Guerra       | 1  | 2     | 0      | 3     |
| 15      | Louison Bobet       | 1  | 2     | 0      | 3     |
| 18      | André Darrigade     | 1  | 1     | 2      | 4     |
| 19      | Felice Gimondi      | 1  | 1     | 1      | 3     |
| 19      | Ferdi Kübler        | 1  | 1     | 1      | 3     |
| 19      | Giuseppe Saronni    | 1  | 1     | 1      | 3     |
| 19      | Moreno Argentin     | 1  | 1     | 1      | 3     |
| 19      | Theo Middelkamp     | 1  | 1     | 1      | 3     |